# Тумолеро, Никола
Никола Тумолеро (итал. Nicola Tumolero; род. 24 сентября 1994 года, Азиаго, Италия) — итальянский конькобежец, бронзовый призёр Олимпийских игр 2018 года на дистанции 10 000 метров, чемпион Европы 2018 года на дистанции 5000 метров.
Первый в истории итальянец, выигравший олимпийскую медаль на дистанции 10 000 метров в конькобежном спорте.

## Спортивные достижения
| Год  | Чемпионат Европы       | ЧM многоборье           | ЧM на отдельных дистанциях               | Чемпионат мира среди юниоров               |
| ---- | ---------------------- | ----------------------- | ---------------------------------------- | ------------------------------------------ |
| 2012 |                        |                         |                                          | NC26 (27e, 24e, 26e, -) 4e командная гонка |
| 2013 |                        |                         |                                          | 16e 5000 м · командная гонка               |
| 2014 |                        |                         |                                          | 21e (28e, 25e, 25e, 16e)                   |
| 2015 |                        |                         | 5e командная гонка                       |                                            |
| 2016 | NC14 (15e, 9e, 15e, -) | NC17 (19e, 10e, 17e, -) | 11e масс-старт 4e командная гонка        |                                            |
| 2017 | NC9 (13e, 10e, 9e, -)  | NC16 (18e, 8e, 12e, -)  | 23e 1500 м 13e 5000 м 6e командная гонка |                                            |

- (500 м, 5000 м, 1500 м, 10 000 м), для юниоров (500 м, 3000 м, 1500 м, 5000 м)
- NC = не отобрался на заключительную дистанцию